# Uruguay op de Olympische Zomerspelen 1924
Uruguay debuteerde op de Spelen tijdens de Olympische Zomerspelen 1924 in Parijs, Frankrijk. Er werd goud behaald bij het voetbal.

## Medailles

### 1Goud
- José Andrade, Pedro Arispe, Pedro Casella, Pedro Cea, Luis Chiappara, Pedro Etchegoyen, Alfredo Ghierra, Andrés Mazali, José Nasazzi, José Naya, Pedro Petrone, Ángel Romano, Zoilo Saldombide, Héctor Scarone, Pascual Somma, Humberto Tomassina, Antonio Urdinarán, Santos Urdinarán, Fermín Uriarte, José Vidal, Alfredo J. Zibechi, en Pedro Zignone — Voetbal, mannentoernooi.

## Resultaten per onderdeel

### Boksen
- Liberto Corney
- Manuel Smoris
- Manuel Mario González
- Andrés Recalde
- Jorge Nicolares

### Schermen
- Domingo Mendy
- Héctor Belo Herrera
- Conrado Rolando
- Santos Ferreira
- Gilberto Tellechea
- Pedro Mendy

### Voetbal
- José Andrade
- Pedro Arispe
- Pedro Casella
- Pedro Cea
- Luis Chiappara
- Pedro Etchegoyen
- Alfredo Ghierra
- Andrés Mazali
- José Nasazzi
- José Naya
- Pedro Petrone
- Ángel Romano
- Zoilo Saldombide
- Héctor Scarone
- Pascual Somma
- Humberto Tomassina
- Antonio Urdinarán
- Santos Urdinarán
- Fermín Uriarte
- José Vidal
- Alfredo J. Zibechi
- Pedro Zignone

Argentinië · Australië · België · Brazilië · Brits-Indië · Bulgarije · Canada · Chili · Cuba · Denemarken · Ecuador · Egypte · Estland · Filipijnen · Finland · Frankrijk · Griekenland · Groot-Brittannië · Haïti · Hongarije · Ierland · Italië · Japan · Joegoslavië · Letland · Litouwen · Luxemburg · Mexico · Monaco · Nederland · Nieuw-Zeeland · Noorwegen · Oostenrijk · Polen · Portugal · Roemenië · Spanje · Tsjecho-Slowakije · Turkije · Uruguay · Verenigde Staten · Zuid-Afrika · Zweden · Zwitserland